# Artesa de Lleida
Artesa de Lleida är en kommun i Spanien.   Den ligger i provinsen Província de Lleida och regionen Katalonien, i den östra delen av landet, 400 km öster om huvudstaden Madrid. Antalet invånare är 1 507. Arean är 23,9 kvadratkilometer. Artesa de Lleida gränsar till Lleida, Torregrossa, Puigverd de Lleida, Castelldans och Aspa. 
Terrängen i Artesa de Lleida är platt.